# 宾索万
宾索万（1936年4月15日—2016年10月29日），柬埔寨政治家。曾任柬埔寨人民共和国总理。

## 简历
生于茶胶省一户京族贫农家庭。1949年13岁时参加高棉伊沙拉抗法运动。1951年加入印度支那共产党。1954年12月底，作为后备青年干部随山玉明撤退至越南民主共和国。至1965年在北越就读了3所学校，学习越南语、军事、政治等。1965年11月，与越南女子结婚，育有一子两女，1983年离异。1970年朗诺首相发动政变后，回柬埔寨投身抗美战争，在英蒂迪领导下与姜西一起从事宣传工作，在“柬埔寨民族统一阵线之声”广播电台。从1973年至1979年，宾索万居住于河内。，
1978年11月25日，参与创建柬埔寨救国民族团结阵线。1979年1月5日，柬埔寨人民革命党成立，宾索万为总书记。1979年1月7日，宾索万兼任国防部长。1981年6月27日，兼任总理。
1981年12月2日，宾索万被解除一切职务，并被逮捕。宾索万后来声称，自己因为计划组建柬埔寨自己的军队，因而激怒了越南顾问黎德寿，导致了被免职并遭逮捕。韩桑林接任柬埔寨人民革命党总书记，姜西接任总理。宾索万被押赴河内秘密关押，后于1992年1月25日获释。
1994年4月任柬埔寨人民党茶胶省委顾问。1995年11月开除出党。1997年6月，自建柬埔寨民族拯救党，任主席。1998年大选未获得任何议席。2002年出版宾索万自传。2007年加入柬埔寨人权党并任副主席。2012年随党合并入新成立的柬埔寨救国党。2013年8月当选为国会议员。
2016年10月29日在家乡去世，遗体于11月6日在金边火化。